# Неплюєв Леонтій Романович
Леонтій Романович Неплюєв — московський військовий і державний діяч, стряпчий (1658), думний дворянин (+1680), окольничий (1683) і боярин (1688), воєвода в Пустозерську, Севську, Переяславі та Києві, син адвоката і дворянина Романа Івановича Неплюєва, представник дворянського роду Неплюєвих.

## Біографія
У 1658 Леонтій Романович Неплюєв вперше згадується в чині стряпчого. У 1672 році був призначений воєводою в Пустозерський острог. У 1677—1678 роках Неплюєв був Севським воєводою. У 1679 році став Переяславським воєводою. У жовтні 1680 року був призначений думним дворянином. У 1681 році Неплюєв був призначений Київським воєводою, і потім, на 3 місяці став товаришем (заступником) київського воєводи, московського боярина Петра Великого Шереметьєва.
У 1682 році Неплюєв був призначений Карачовським намісником і воєводою, та за царським наказом мав очолити севський полк на з'єднання з гетьманом Іваном Самойловичем. У січні 1683 року отримав чин окольничого. У 1686 році Леонтій Романович брав участь у військових операціях проти правобережного гетьмана, турецького союзника Юрія Хмельницького.
В 1687 Неплюєв, що перебував в близьких дружніх стосунках з князем Василем Голіциним, брав участь в його Першому московському поході на Кримське ханство. Він командував севським розрядом (полком). Голіцин, ставився вороже до гетьмана Івана Самойловича, тому доручив Неплюєву зійтися з його таємними противниками серед козацьких старшин. Генеральний осавул Іван Мазепа й військовий канцелярист Василь Кочубей користувалися довірою гетьмана Самойловича, Вони повідомили Неплюєву про багато недружніх дій Самойловича. Влітку 1687 року генеральні старшини, обозний, суддя, писар і полковники подали донос на Самойловича Голіцину. У липні за розпорядженням царівни Софії Алекссевни Голіцин наказав заарештувати гетьмана та його старшого сина Якова. Іван Мазепа прагнув обрання на гетьманство, тому дав великі хабарі Голіцину й Неполюєву. Пізніше Іван Мазепа заявляв, що це Неплюєв погрозами змусив його дати хабара. У серпні 1697 року Неплюєв арештував в фортеці Кодак гетьмана і чернігівського полковника Григорія Самойловича та його молодшого сина. Неплюєв наказав закувати Самойловича в кайдани. За словами літописця, Неплюєв привласнив все майно арещтованого гетьмана. Він привіз Григорія Самойловича до Голіцина, який доручив московському генералу Патріку Гордону доставити його в Севськ. У листопаді 1687 року Самойловича було страчено в Севську.
Після завершення Першого кримського походу Неплюєв отримав в нагороду позолочений келих з покрівлею, золотий каптан на соболях, 150 рублів грошової додачі і 4 ефимки на вотчину.
У 1688 році Неплюєв разом з новим гетьманом Іваном Мазепою і генералом Григорієм Косаговим звели Богородицьку фортецю над Самарою, на місці старовинного бродницького і козацького міста Самарь. У грудні 1688 року він підвишен з окольничих у бояри.
Навесні 1689 року Неплюєв командував севським полком у невдалому Другому московському поході на Кримське ханство Василя Голіцина.
У вересні 1689 року московський цар Петро І усунув від влади свою старшу сестру Софію Олексіївну й наказав заарештувати Федора Шакловитого, князя Василя Голіцина, його сина Олексія Голіцина і Леонтія Неплюєва. Неплюєв був позбавлений боярства і майна, та відправлений на довічне заслання в Пустозерськ, звідки, згодом, був переведений до Кольського острогу, де і помер.